# Tajný život mazlíčků
Tajný život mazlíčků (v anglickém originále The Secret Life of Pets) je americký animovaný film z roku 2016. Režie se ujali Chris Renaud a Yarrow Cheney a scénáře Brian Lynch, Cinco Paul a Ken Dario. V původním znění postavy namluvili Louis C.K., Eric Stonestreet, Kevin Hart, Steve Coogan, Ellie Kemper, Bobby Moynihan, Lake Bell, Dana Carvey, Hannibal Buress, Jenny Slate a Albert Brooks.
Film měl premiéru na Mezinárodním festivalu animovaného filmu 16. června 2016 a do kin byl oficiálně 8. července 2016. Film získal pozitivní kritiku a vydělal přes 872 milionů dolarů a stal se nejvýdělečnějším animovaným filmem, který neprodukovaly společnosti Disney nebo Pixar.
V roce 2019 bylo vydáno pokračování, Tajný život mazlíčků 2.

## Obsazení
| Louis C.K.               | Max                   |
| Eric Stonestreet         | Baron                 |
| Kevin Hart               | Snížek                |
| Ellie Kemperová          | Katie, Maxova panička |
| Lake Bellová             | Koule                 |
| Dana Carvey              | Dědek                 |
| Hannibal Buress          | Buddy                 |
| Jenny Slateová           | Gidget                |
| Bobby Moynihan           | Mel                   |
| Steve Coogan             | Ozón                  |
| Albert Brooks            | Tiberius              |
| Tara Strongová           | Čimča                 |
| Chris Renaud             | Norman                |
| Michael Beattie          | Kérák                 |
| Sandra Echeverría        | Maria                 |
| Jaime Camil              | Fernando              |
| Kiely Renaud             | Molly                 |
| Brian T. Delaney         | Burák                 |
| Bill Farmer              | Nitro                 |
| Jim Cummings             | Derick                |
| Kevin Michael Richardson | Papillon              |
| Jess Harnell             | Trevor                |
| Jason Marsden            | J. Menard             |
| John Kassir              | páníček Leonarda      |
| Mona Marshall            | panička Gidget        |
| Laraine Newmanová        | panička Koule         |
| Jim Ward                 | páníček Čimči         |
| Danny Martin             | páníček Pepe          |

### Dabing
| Kryštof Hádek     | Max                   |
| David Novotný     | Baron                 |
| Martin Dejdar     | Snížek                |
| Lucie Pernetová   | Katie, Maxova panička |
| Vanda Hybnerová   | Koule                 |
| Pavel Zedníček    | Dědek                 |
| Ernesto Čekan     | Buddy                 |
| Jana Znenáhlíková | Gidget                |
| Otto Rošetzký     | Mel                   |
| Tomáš Racek       | Ozón                  |
| Václav Vydra      | Tiberius              |
| Ondřej Lážnovský  | Norman                |

## Přijetí
Film vydělal přes 367 milionů dolarů v Severní Americe a přes 872 milionů dolarů v ostatních oblastech, celkově tak vydělal přes 872 milionů dolarů po celém světě. Rozpočet filmu činil 75 milionů dolarů. Za první víkend docílil nejvyšší návštěvnosti, kdy vydělal 104,4 milionů dolarů.